# Polska Hokej Liga (2016/2017)
Polska Hokej Liga 2016/2017 - 62. edycja ekstraligi polskiej oraz 82 sezon rozgrywek o mistrzostwo Polski w hokeju na lodzie.
Sezon zasadniczy rozpoczął się dnia 11 września 2016 roku i trwał do lutego 2017 roku. Do ligi zgłosiło się 13 klubów, w tym beniaminek MH Automatyka Gdańsk oraz reaktywowany GKS Katowice. W pierwszej fazie sezonu zasadniczego drużyny rozegrać miały 22 kolejki, a następnie liga miała zostać podzielona na grupę silniejszą i słabszą po 6 zespołów. W rundzie play-off miały zagrać kluby z grupy silniejszej oraz 2 najlepsze drużyny z grupy słabszej. Spotkania PHL nadal miały być transmitowane przez stację TVP Sport.

## Uczestnicy rozgrywek
W sezonie 2016/2017 uprawnionych do gry w Polskiej Hokej Lidze było dwanaście klubów. Jedenaście z poprzedniego sezonu oraz zwycięzca I ligi MH Automatyka Gdańsk, natomiast z ligi spadła drużyna Nesta Mires Toruń. Z powodów organizacyjno-finansowych 6 lipca 2016 roku zarząd STS S. A. wycofał drużynę STS Sanok ze startu w nadchodzącym sezonie. W Katowicach 7 lipca została założona spółka akcyjna pod nazwą Klub Hokejowy GKS Katowice, która zajęła miejsce sanoczan w PHL. Trenerem drużyny został selekcjoner reprezentacji Polski Jacek Płachta. Na początku sierpnia licencję na grę w PHL w nowym sezonie Komisja Licencyjna przyznała dziesięciu klubom. Otrzymały je: MKS ComArch Cracovia, GKS Tychy, KH TatrySki Podhale Nowy Targ, JKH GKS Jastrzębie, KS Unia Oświęcim, TMH Polonia Bytom, PGE Orlik Opole, MH Automatyka Stoczniowiec 2014 Gdańsk, GKS Katowice i KS Nesta Mires Toruń; ponadto do rozgrywek został dopuszczony zespół SMS Sosnowiec, którego nie obowiązuje procedura licencyjna, zaś licencji nie otrzymały Naprzód Janów i HK Zagłębie Sosnowiec. Oba kluby nie przedstawiły gwarancji finansowych wynoszących 2 miliony złotych w budżecie przed sezonem. Licencję ponadto otrzymała drużyna z Torunia, która w poprzednim sezonie nie utrzymała się w lidze. Po rozpatrzeniu odwołaniu złożonych przez Naprzód Janów i Zagłębie Sosnowiec, pod koniec sierpnia 2016 Komisja Odwoławcza PZHL podtrzymała decyzję o nieprzyznaniu licencji obu klubom.
|    | Kluby w sezonie 2016/2017     |
| -- | ----------------------------- |
| 1  | MKS ComArch Cracovia          |
| 2  | GKS Tychy                     |
| 3  | KH TatrySki Podhale Nowy Targ |
| 4  | JKH GKS Jastrzębie            |
| 5  | KS Unia Oświęcim              |
| 6  | TMH Tempish Polonia Bytom     |
| 7  | PGE Orlik Opole               |
| 8  | KS Nesta Mires Toruń          |
| 9  | SMS PZHL U20 Sosnowiec        |
| 10 | MH Automatyka Gdańsk          |
| 11 | KH Tauron GKS Katowice        |

### Informacje o klubach
Przed startem nowego sezonu w kilku klubach przedłużono kontrakty z dotychczasowymi trenerami. Umowy parafowali Marek Ziętara, który związał się z Podhalem dwuletnim kontraktem, Josef Doboš, który podpisał roczny kontrakt z Unią Oświęcim, Jiří Šejba podpisał dwuletnią umowę z GKS Tychy. Na swoich stanowiskach pozostali natomiast Róbert Kaláber trener JKH GKS Jastrzębie, Rudolf Roháček opiekun ComArch Cracovii, Waldemar Klisiak szkoleniowiec Naprzodu Janów oraz Piotr Sarnik trener Zagłębia Sosnowiec. Ponadto szkoleniowcem zawodników SMS Sosnowiec pozostał Torbjörn Johansson. W pozostałych klubach zatrudniono nowych trenerów. Ze Stoczniowcem trzyletnią umową związał się były selekcjoner reprezentacji Polski Peter Ekroth. W Orliku Opole Jacka Szopińskiego zastąpił Jason Morgan. W drużynie Polonii Bytom nowym szkoleniowcem został Tomasz Demkowicz. Ze stanowiska szkoleniowca Naprzodu Janów zrezygnował Waldemar Klisiak, a jego miejsce zajął Jacek Szopiński.
W sezonie 2016/2017 drużyna ComArch Cracovii będzie występowała w nowych strojach Warrior. Koszulki zostały dostosowane do wymogów Hokejowej Ligi Mistrzów. Również w nowych trykotach będą występować hokeiści JKH GKS Jastrzębie. Klub przeprowadził ankietę wśród kibiców, którzy wybrali wzór nowych strojów w barwach zielono-czarno-żółtych, nawiązujących do faktycznych barw klubowych (ostatnie sezony zespół JKH występował w pomarańczowo-czarnych barwach strojów). Wicemistrz Polski drużyna GKS Tychy w nowym sezonie będzie grać w koszulkach Hummel. Polonia Bytom przed sezonem pozyskała sponsora strategicznego Tempish. Głównym sponsorem zespołu Orlika Opole została spółka PGE.
| Klub                       | Prezes             | Trener             | Asystent trenera    | Kapitan drużyny    |
| -------------------------- | ------------------ | ------------------ | ------------------- | ------------------ |
| ComArch Cracovia           | Janusz Filipiak    | Rudolf Roháček     | Mariusz Dulęba      | Patryk Noworyta    |
| Tauron KH GKS Katowice     | Przemysław Plisz   | Jacek Płachta      | Witalij Grajewski   | Bogusław Rąpała    |
| GKS Tychy                  | Wojciech Matczak   | Jiří Šejba         | Krzysztof Majkowski | Michał Kotlorz     |
| JKH GKS Jastrzębie         | Kazimierz Szynal   | Róbert Kaláber     | Rafał Bernacki      | Łukasz Nalewajka   |
| Nesta Mires Toruń          | Bogdan Rozwadowski | Leszek Minge       | Łukasz Kiedewicz    | Jarosław Dołęga    |
| PGE Orlik Opole            | Dariusz Sułek      | Doug McKay         |                     | Sebastian Szydło   |
| Tempish Polonia Bytom      | Andrzej Banaszczak | Tomasz Demkowicz   | Zbigniew Szydłowski | Sebastian Owczarek |
| SMS U20 Sosnowiec          | Adam Fras          | Torbjörn Johansson | Piotr Sarnik        |                    |
| MH Automatyka Gdańsk       | Bartosz Purzyński  | Andrej Kawalou     | Robert Błażowski    | Jan Šteber         |
| TatrySki Podhale Nowy Targ | Agata Michalska    | Marek Rączka       |                     | Jarosław Różański  |
| Unia Oświęcim              | Ryszard Skórka     | Josef Doboš        | Sławomir Wieloch    | Peter Tabaček      |

Zmiany
1. Drużynę Podhala od początku sezonu prowadził Marek Ziętara, który decyzją Wydziału Gier i Dyscypliny PZHL z 28 września 2016 został zdyskwalifikowany na okres jednego roku za swoje zachowanie z 16 września 2016 w Nowym Targu, gdy po meczu przeciw Cracovii miał zaatakować sędziego głównego tego spotkania, Michała Bacę[19][20][21][22]. W związku z powyższym kontrakt trenera został rozwiązany przez klub z Nowego Targu[23]. Do 4 października 2016 p.o. I trenera był nominalny asystent Marek Rączka[24], 5 października 2016 głównym szkoleniowcem Podhala został były zawodnik tej drużyny, Ukrainiec Witalij Semenczenko[25], który został zwolniony 19 października 2016, a jego miejsce zajął Rączka jako I trener[26].
2. Trenerem Orlika Opole od początku sezonu do końca października 2016 był Kanadyjczyk Jason Morgan[27]. Jego miejsce na początku listopada 2016 zajął także Kanadyjczyk, Doug McKay[28].
3. Od początku sezonu drużyna z Katowic występowała pod nazwą KH GKS Katowice. Przed 11 listopada 2016 przyjęto nazwę marketingową klubu Tauron KH GKS Katowice[29].
4. Drużyna z Gdańska od początku sezonu występowała pod nazwą MH Automatyka Stoczniowiec 2014 Gdańsk, zaś od 21 listopada 2016 pod nazwą MH Automatyka Gdańsk[30][31].
5. Od początku sezonu szkoleniowcem zespołu z Gdańska był Peter Ekroth, który 30 listopada 2016 został zwolniony, a jego następcą został mianowany dotychczasowy asystent Robert Błażowski[32]. W połowie grudnia pierwszym trenerem drużyny został Białorusin Andrej Kawalou[33].

### Regulamin rozgrywek
W sobotę 6 sierpnia w Tychach odbyło się spotkanie przedstawicieli klubów z działaczami PZHL i PHL, na którym przyjęto regulamin rozgrywek Polskiej Hokej Ligi w sezonie 2016/2017. Różnił się on nieznacznie w porównaniu z poprzednim sezonem. Nadal będzie obowiązywał przepis zgodnie, z którym polski bramkarz będzie musiał wystąpić w połowie spotkań sezonu zasadniczego. Każdy z klubów będzie mógł podpisać kontrakt z sześcioma obcokrajowcami, z tym, że zagraniczni bramkarze nie będą wliczani do tego limitu. Zmianie uległ przepis dotyczący liczby zawodników młodzieżowych do lat 23, którzy będą musieli wystąpić w meczu. W poprzednim sezonie w każdej drużynie w danym spotkaniu musiało zagrać czterech takich hokeistów, natomiast w obecnym wymóg ten zmniejszono do dwóch.
Wszystkie kluby będą grały dwie rundy systemem każdy z każdym. Następnie drużyny sklasyfikowane na miejscach od 1 do 4 zakwalifikują się bezpośrednio do turnieju finałowego Pucharu Polski. Po dwóch rundach nastąpi podział drużyn na dwie grupy: silniejszą i słabszą. Zespoły te rozegrają cztery rundy spotkań systemem każdy z każdym. Po zakończeniu sezonu zasadniczego dwie najlepsze drużyny z grupy słabszej kwalifikują się do rundy play-off z miejsca 7 i 8. Drużyna SMS U20 Sosnowiec nie uczestniczy w meczach fazy play-off oraz spotkaniach o utrzymanie się w PHL. Kluby, które nie awansują do play-off będą rywalizować o utrzymanie w lidze rozgrywając cztery rundy spotkań systemem każdy z każdym. Do punktacji zaliczają się punkty zdobyte w całym sezonie ligowym. Drużyna, która zajmie ostatnie miejsce w tabeli spadnie z ligi.

## Sezon zasadniczy
Polski Związek Hokeja na Lodzie 31 sierpnia opublikował terminarz rozgrywek Polskiej Hokej Ligi na sezon 2016/2017. Zgodnie z nowymi przepisami IIHF od tego sezonu została wprowadzona zmiana, wedle której w razie zarządzonej dogrywki w wymiarze pięciu minut, na lodzie przebywa po trzech zawodników w polu każdej drużyny (dotychczas po czterech).
Transmisje telewizyjne PHL podjęła nadal TVP Sport, mimo że według portalu Hokej.net z początku października 2016, w tym czasie nie była jeszcze podpisana nowa umowa pomiędzy TVP a PZHL. Wybrane mecze zostały także emitowane na antenie regionalnych stacji TVP3.

### Terminarz i wyniki
|  |  | 1. KOLEJKA |  |
|  |  | ---------- |  |

| 11.09.2016 | Cracovia     | -                                | pauza        |
| 11.09.2016 | GKS Tychy    | 13:2 (4:0, 4:1, 5:1)             | SMS U20      |
| 11.09.2016 | Podhale      | 3:2 (0:1, 3:0, 0:1)              | GKS Katowice |
| 11.09.2016 | Jastrzębie   | 5:2 (3:1, 2:0, 0:1)              | Stoczniowiec |
| 11.09.2016 | Unia         | 7:1 (2:0, 2:1, 3:0)              | Nesta Toruń  |
| 11.09.2016 | Polonia      | 5:4 d. (2:0, 0:2, 2:2, 1:0)      | Orlik        |
|            |              | 2. KOLEJKA                       |              |
| 13.09.2016 | Orlik        | -                                | pauza        |
| 13.09.2016 | Nesta Toruń  | 1:3 (0:3, 1:0, 0:0)              | Polonia      |
| 13.09.2016 | Unia         | 4:2 (3:0, 1:0, 0:2)              | Stoczniowiec |
| 13.09.2016 | Jastrzębie   | 3:1 (1:1, 1:0, 1:0)              | GKS Katowice |
| 13.09.2016 | SMS U20      | 4:7 (3:3, 0:2, 1:2)              | Podhale      |
| 13.09.2016 | Cracovia     | 1:4 (0:1, 1:2, 0:1)              | GKS Tychy    |
|            |              | 3. KOLEJKA                       |              |
| 16.09.2016 | GKS Tychy    | -                                | pauza        |
| 16.09.2016 | Podhale      | 3:4 (1:0, 1:3, 1:1)              | Cracovia     |
| 16.09.2016 | Jastrzębie   | 3:0 (1:0, 0:0, 2:0)              | SMS U20      |
| 16.09.2016 | Unia         | 2:0 (0:0, 0:0, 2:0)              | GKS Katowice |
| 16.09.2016 | Polonia      | 5:2 (2:1, 1:0, 2:1)              | Stoczniowiec |
| 16.09.2016 | Orlik        | 8:2 (2:1, 3:1, 3:0)              | Nesta Toruń  |
|            |              | 4. KOLEJKA                       |              |
| 23.09.2016 | Nesta Toruń  | -                                | pauza        |
| 23.09.2016 | Stoczniowiec | 6:2 (0:1, 4:1, 2:0)              | Orlik        |
| 18.10.2016 | GKS Katowice | 0:2 (0:0, 0:2, 0:0)              | Polonia      |
| 23.09.2016 | SMS U20      | 2:8 (0:3, 2:3, 0:2)              | Unia         |
| 23.09.2016 | Cracovia     | 4:2 (1:0, 3:1, 0:1)              | Jastrzębie   |
| 23.09.2016 | GKS Tychy    | 2:3 d. (0:1, 0:0, 2:1, 0:1)      | Podhale      |
|            |              | 5. KOLEJKA                       |              |
| 25.09.2016 | Podhale      | -                                | pauza        |
| 25.09.2016 | Jastrzębie   | 2:9 (0:0, 0:5, 2:4)              | GKS Tychy    |
| 25.09.2016 | Unia         | 2:5 (1:2, 0:1, 1:2)              | Cracovia     |
| 25.09.2016 | Polonia      | 4:1 (1:1, 1:0, 2:0)              | SMS U20      |
| 25.09.2016 | Orlik        | 4:2 (1:0, 0:2, 3:0)              | GKS Katowice |
| 25.09.2016 | Nesta Toruń  | 4:3 (2:2, 2:0, 0:1)              | Stoczniowiec |
|            |              | 6. KOLEJKA                       |              |
| 27.09.2016 | Stoczniowiec | -                                | pauza        |
| 27.09.2016 | GKS Katowice | 5:2 (0:0, 4:1, 1:1)              | Nesta Toruń  |
| 27.09.2016 | SMS U20      | 0:10 (0:6, 0:4, 0:0)             | Orlik        |
| 27.09.2016 | Cracovia     | 5:3 (1:0, 2:1, 2:2)              | Polonia      |
| 27.09.2016 | GKS Tychy    | 9:1 (3:0, 5:0, 1:1)              | Unia         |
| 27.09.2016 | Podhale      | 1:2 d. (0:0, 1:0, 0:1, 0:1)      | Jastrzębie   |
|            |              | 7. KOLEJKA                       |              |
| 30.09.2016 | Jastrzębie   | -                                | pauza        |
| 30.09.2016 | Unia         | 2:5 (1:1, 0:3, 1:1)              | Podhale      |
| 30.09.2016 | Polonia      | 1:2 d. (0:1, 1:0, 0:0, 0:1)      | GKS Tychy    |
| 30.09.2016 | Orlik        | 3:5 (2:2, 1:1, 0:2)              | Cracovia     |
| 30.09.2016 | Nesta Toruń  | 7:2 (2:1, 3:1, 2:0)              | SMS U20      |
| 30.09.2016 | Stoczniowiec | 2:3 d. (0:0, 1:0, 1:2, 0:1)      | GKS Katowice |
|            |              | 8. KOLEJKA                       |              |
| 02.10.2016 | GKS Katowice | -                                | pauza        |
| 02.10.2016 | SMS U20      | 0:3 (0:1, 0:0, 0:2)              | Stoczniowiec |
| 02.10.2016 | Cracovia     | 7:4 (4:1, 1:2, 2:1)              | Nesta Toruń  |
| 02.10.2016 | GKS Tychy    | 3:0 (0:0, 1:0, 2:0)              | Orlik        |
| 02.10.2016 | Podhale      | 4:2 (1:1, 1:0, 2:1)              | Polonia      |
| 02.10.2016 | Jastrzębie   | 0:1 d. (0:0, 0:0, 0:0, 0:1)      | Unia         |
|            |              | 9. KOLEJKA                       |              |
| 07.10.2016 | Unia         | -                                | pauza        |
| 07.10.2016 | Polonia      | 3:2 d. (1:0, 1:0, 0:2, 1:0)      | Jastrzębie   |
| 07.10.2016 | Orlik        | 3:1 (1:0, 1:1, 1:0)              | Podhale      |
| 07.10.2016 | Nesta Toruń  | 4:5 d. (1:0, 2:2, 1:2, 0:1)      | GKS Tychy    |
| 07.10.2016 | Stoczniowiec | 0:5 (0:0, 0:3, 0:2)              | Cracovia     |
| 07.10.2016 | GKS Katowice | 4:1 (2:0, 1:0, 1:1)              | SMS U20      |
|            |              | 10. KOLEJKA                      |              |
| 09.10.2016 | SMS U20      | -                                | pauza        |
| 09.10.2016 | Cracovia     | 9:1 (2:0, 5:1, 2:0)              | GKS Katowice |
| 09.10.2016 | GKS Tychy    | 5:0 (1:0, 1:0, 3:0)              | Stoczniowiec |
| 09.10.2016 | Podhale      | 7:1 (2:0, 3:0, 2:1)              | Nesta Toruń  |
| 09.10.2016 | Jastrzębie   | 3:4 k. (0:0, 1:2, 2:1, 0:0, 0:2) | Orlik        |
| 09.10.2016 | Unia         | 1:3 (1:0, 0:2, 0:1)              | Polonia      |
|            |              | 11. KOLEJKA                      |              |
| 11.10.2016 | Polonia      | -                                | pauza        |
| 11.10.2016 | Orlik        | 4:2 (2:0, 1:0, 1:2)              | Unia         |
| 11.10.2016 | Nesta Toruń  | 2:3 (1:1, 0:2, 1:0)              | Jastrzębie   |
| 11.10.2016 | Stoczniowiec | 5:7 (2:1, 2:3, 1:3)              | Podhale      |
| 11.10.2016 | GKS Katowice | 2:4 (2:2, 0:1, 0:1)              | GKS Tychy    |
| 11.10.2016 | SMS U20      | 2:9 (0:4, 1:3, 1:2)              | Cracovia     |

|  |  | 12. KOLEJKA |  |
|  |  | ----------- |  |

| 14.10.2016 | Cracovia     | -                                | pauza        |
| 14.10.2016 | SMS U20      | 3:5 (1:1, 1:2, 1:2)              | GKS Tychy    |
| 14.10.2016 | GKS Katowice | 2:7 (2:3, 0:0, 0:4)              | Podhale      |
| 14.10.2016 | Stoczniowiec | 4:3 (3:0, 0:2, 1:1)              | Jastrzębie   |
| 14.10.2016 | Nesta Toruń  | 3:6 (3:0, 0:3, 0:3)              | Unia         |
| 14.10.2016 | Orlik        | 1:2 (1:1, 0:1, 0:0)              | Polonia      |
|            |              | 13. KOLEJKA                      |              |
| 16.10.2016 | Orlik        | -                                | pauza        |
| 16.10.2016 | Polonia      | 5:4 (1:3, 1:0, 3:1)              | Nesta Toruń  |
| 15.10.2016 | Stoczniowiec | 4:5 k. (2:0, 1:2, 1:2, 0:0, 2:3) | Unia         |
| 16.10.2016 | GKS Katowice | 1:3 (1:0, 0:1, 0:2)              | Jastrzębie   |
| 08.11.2016 | Podhale      | 8:2 (1:2, 4:0, 3:0)              | SMS U20      |
| 16.10.2016 | GKS Tychy    | 2:1 (0:0, 0:0, 2:1)              | Cracovia     |
|            |              | 14. KOLEJKA                      |              |
| 21.10.2016 | GKS Tychy    | -                                | pauza        |
| 21.10.2016 | Cracovia     | 4:3 (1:0, 1:3, 2:0)              | Podhale      |
| 21.10.2016 | SMS U20      | 1:15 (0:5, 0:3, 1:7)             | Jastrzębie   |
| 21.10.2016 | GKS Katowice | 1:0 k. (0:0, 0:0, 0:0, 0:0, 3:2) | Unia         |
| 21.10.2016 | Stoczniowiec | 0:3 (0:0, 0:1, 0:2)              | Polonia      |
| 21.10.2016 | Nesta Toruń  | 2:1 k. (1:0, 0:0, 0:1, 0:0, 1:0) | Orlik        |
|            |              | 15. KOLEJKA                      |              |
| 23.10.2016 | Nesta Toruń  | -                                | pauza        |
| 23.10.2016 | Stoczniowiec | 1:3 (1:0, 0:1, 0:2)              | Orlik        |
| 23.10.2016 | Polonia      | 0:2 (0:0, 0:0, 0:2)              | GKS Katowice |
| 23.10.2016 | Unia         | 7:2 (3:0, 1:2, 3:0)              | SMS U20      |
| 23.10.2016 | Jastrzębie   | 2:1 k. (1:1, 0:0, 0:0, 0:0, 2:1) | Cracovia     |
| 04.10.2016 | Podhale      | 4:2 (0:0, 2:0, 2:2)              | GKS Tychy    |
|            |              | 16. KOLEJKA                      |              |
| 25.09.2016 | Podhale      | -                                | pauza        |
| 26.10.2016 | GKS Tychy    | 6:2 (2:0, 3:1, 1:1)              | Jastrzębie   |
| 25.10.2016 | Cracovia     | 3:1 (1:0, 1:0, 1:1)              | Unia         |
| 25.10.2016 | SMS U20      | 1:8 (0:4, 1:3, 0:1)              | Polonia      |
| 25.10.2016 | GKS Katowice | 4:2 (2:0, 0:2, 2:0)              | Orlik        |
| 25.10.2016 | Stoczniowiec | 0:2 (0:0, 0:0, 0:2)              | Nesta Toruń  |
|            |              | 17. KOLEJKA                      |              |
| 28.10.2016 | Stoczniowiec | -                                | pauza        |
| 28.10.2016 | Nesta Toruń  | 2:4 (1:2, 0:1, 1:1)              | GKS Katowice |
| 28.10.2016 | Orlik        | 8:1 (1:0, 4:0, 3:1)              | SMS U20      |
| 28.10.2016 | Polonia      | 0:9 (0:5, 0:1, 0:3)              | Cracovia     |
| 28.10.2016 | Unia         | 2:1 (0:0, 0:0, 2:1)              | GKS Tychy    |
| 28.10.2016 | Jastrzębie   | 2:3 (1:0, 0:1, 1:2)              | Podhale      |
|            |              | 18. KOLEJKA                      |              |
| 11.11.2016 | Jastrzębie   | -                                | pauza        |
| 11.11.2016 | Podhale      | 4:0 (1:0, 1:0, 2:0)              | Unia         |
| 11.11.2016 | GKS Tychy    | 4:0 (0:0, 0:0, 4:0)              | Polonia      |
| 11.11.2016 | Cracovia     | 5:1 (2:0, 1:1, 2:0)              | Orlik        |
| 11.11.2016 | SMS U20      | 3:5 (0:2, 2:1, 1:2)              | Nesta Toruń  |
| 11.11.2016 | GKS Katowice | 6:2 (1:0, 3:1, 2:1)              | Stoczniowiec |
|            |              | 19. KOLEJKA                      |              |
| 13.11.2016 | GKS Katowice | -                                | pauza        |
| 13.11.2016 | Stoczniowiec | 7:2 (2:1, 1:1, 4:0)              | SMS U20      |
| 13.11.2016 | Nesta Toruń  | 5:7 (1:2, 0:4, 4:1)              | Cracovia     |
| 13.11.2016 | Orlik        | 1:2 (0:1, 0:0, 1:1)              | GKS Tychy    |
| 13.11.2016 | Polonia      | 3:2 (2:0, 0:0, 1:2)              | Podhale      |
| 13.11.2016 | Unia         | 4:2 (1:0, 1:1, 2:1)              | Jastrzębie   |
|            |              | 20. KOLEJKA                      |              |
| 18.11.2016 | Unia         | -                                | pauza        |
| 18.11.2016 | Jastrzębie   | 4:0 (1:0, 3:0, 0:0)              | Polonia      |
| 18.11.2016 | Podhale      | 3:4 (1:1, 2:2, 0:1)              | Orlik        |
| 09.11.2016 | GKS Tychy    | 12:2 (3:1, 7:1, 2:0)             | Nesta Toruń  |
| 18.11.2016 | Cracovia     | 7:2 (2:2, 3:0, 2:0)              | Stoczniowiec |
| 18.11.2016 | SMS U20      | 2:4 (1:0, 1:3, 0:1)              | GKS Katowice |
|            |              | 21. KOLEJKA                      |              |
| 20.11.2016 | SMS U20      | -                                | pauza        |
| 20.11.2016 | GKS Katowice | 3:1 (1:0, 2:1, 0:0)              | Cracovia     |
| 23.11.2016 | Stoczniowiec | 2:7 (1:3, 0:2, 1:2)              | GKS Tychy    |
| 20.11.2016 | Nesta Toruń  | 2:3 (2:0, 0:1, 0:2)              | Podhale      |
| 20.11.2016 | Orlik        | 2:4 (1:1, 0:2, 1:1)              | Jastrzębie   |
| 20.11.2016 | Polonia      | 3:2 d. (1:0, 1:1, 0:1, 1:0)      | Unia         |
|            |              | 22. KOLEJKA                      |              |
| 25.11.2016 | Polonia      | -                                | pauza        |
| 25.11.2016 | Unia         | 3:2 k. (1:0, 0:2, 1:0, 0:0, 2:1) | Orlik        |
| 25.11.2016 | Jastrzębie   | 5:1 (2:0, 1:0, 2:1)              | Nesta Toruń  |
| 25.11.2016 | Podhale      | 7:1 (1:0, 2:0, 4:1)              | Stoczniowiec |
| 25.11.2016 | GKS Tychy    | 6:2 (4:2, 2:0, 0:0)              | GKS Katowice |
| 25.11.2016 | Cracovia     | 13:0 (4:0, 4:0, 5:0)             | SMS U20      |

### Tabela sezonu zasadniczego
| Msc. | Zespół                                 | M  | Pkt | W  | WPD | WPK | PPD | PPK | P  | G + | G - | +/-  |
| ---- | -------------------------------------- | -- | --- | -- | --- | --- | --- | --- | -- | --- | --- | ---- |
| 1    | GKS Tychy                              | 20 | 50  | 15 | 2   | 0   | 1   | 0   | 2  | 103 | 35  | +68  |
| 2    | MKS ComArch Cracovia                   | 20 | 49  | 16 | 0   | 0   | 0   | 1   | 3  | 105 | 43  | +62  |
| 3    | KH TatrySki Podhale Nowy Targ          | 20 | 42  | 13 | 1   | 0   | 1   | 0   | 5  | 85  | 49  | +36  |
| 4    | TMH Tempish Polonia Bytom              | 20 | 37  | 10 | 3   | 0   | 1   | 0   | 6  | 55  | 51  | +4   |
| 5    | JKH GKS Jastrzębie                     | 20 | 34  | 9  | 1   | 1   | 2   | 1   | 6  | 67  | 50  | +17  |
| 6    | PGE Orlik Opole                        | 20 | 32  | 9  | 0   | 1   | 1   | 2   | 7  | 71  | 52  | +19  |
| 7    | KS Unia Oświęcim                       | 20 | 32  | 8  | 1   | 2   | 1   | 1   | 7  | 60  | 56  | +4   |
| 8    | KH Tauron GKS Katowice                 | 20 | 28  | 8  | 1   | 1   | 0   | 0   | 10 | 49  | 57  | -8   |
| 9    | KS Nesta Mires Toruń                   | 20 | 15  | 4  | 0   | 1   | 1   | 0   | 14 | 56  | 96  | -40  |
| 10   | MH Automatyka Stoczniowiec 2014 Gdańsk | 20 | 11  | 3  | 0   | 0   | 1   | 1   | 15 | 44  | 89  | -45  |
| 11   | SMS U20 Sosnowiec                      | 20 | 0   | 0  | 0   | 0   | 0   | 0   | 20 | 31  | 148 | -117 |

Legenda:

Msc. = lokata w tabeli, M = liczba rozegranych spotkań, Pkt = Liczba zdobytych punktów, W = Liczba meczów wygranych, WPD = Liczba meczów wygranych po dogrywce, WPK = Liczba meczów wygranych po karnych, PPD = Liczba meczów przegranych po dogrywce, PPK = Liczba meczów przegranych po karnych, P = Liczba meczów przegranych, G+ = Gole strzelone, G- = Gole stracone, +/- = Bilans bramkowy

      = Gra w Grupie Silniejszej      = Gra w Grupie Słabszej

### Statystyki sezonu zasadniczego
Statystyki po zakończeniu sezonu zasadniczego.
Zawodnicy z pola łącznie
| Msc. | Gole                      | Gole | Asysty                       | Asysty | Punkty                       | Punkty |
| ---- | ------------------------- | ---- | ---------------------------- | ------ | ---------------------------- | ------ |
| 1    | Michael Cichy (Orlik)     | 19   | Alexander Szczechura (Orlik) | 22     | Michael Cichy (Orlik)        | 36     |
| 2    | Jarkko Hattunen (Podhale) | 16   | Jared Brown (Orlik)          | 22     | Alexander Szczechura (Orlik) | 31     |
| 3    | Dariusz Gruszka (Podhale) | 14   | Petr Šinágl (Cracovia)       | 19     | Leszek Laszkiewicz (JKH)     | 30     |
| 4    | Leszek Laszkiewicz (JKH)  | 13   | Kacper Bryniczka (Podhale)   | 18     | Dariusz Gruszka (Podhale)    | 29     |
| 5    | Tomáš Komínek (JKH)       | 13   | Michael Cichy (Orlik)        | 17     | Jarmo Jokila (Podhale)       | 29     |
| 6    | Filip Komorski (Tychy)    | 13   | Leszek Laszkiewicz (JKH)     | 17     | Petr Šinágl (Cracovia)       | 28     |
| 7    | Artem Iossafov (Podhale)  | 13   | Jarmo Jokila (Podhale)       | 17     | Jared Brown (Orlik)          | 28     |
| 8    | Jarmo Jokila (Podhale)    | 12   | Siarhiej Kukuszkin (Toruń)   | 17     | Jarkko Hattunen (Podhale)    | 25     |
| 9    | Damian Kapica (Cracovia)  | 12   | Dariusz Gruszka (Podhale)    | 15     | Tomáš Komínek (JKH)          | 25     |
| 10   | Bartosz Fraszko (Toruń)   | 12   | Richard Jenčík (Cracovia)    | 15     | Richard Jenčík (Cracovia)    | 25     |

Obrońcy
| Msc. | Gole | Gole | Asysty | Asysty | Punkty | Punkty |
| ---- | ---- | ---- | ------ | ------ | ------ | ------ |
| 1    |      |      |        |        |        |        |
| 2    |      |      |        |        |        |        |
| 3    |      |      |        |        |        |        |
| 4    |      |      |        |        |        |        |
| 5    |      |      |        |        |        |        |

Pozostałe
| Msc. | +/- | +/- | Gole wygrywające mecz | Gole wygrywające mecz | Minuty kar | Minuty kar |
| ---- | --- | --- | --------------------- | --------------------- | ---------- | ---------- |
| 1    |     |     |                       |                       |            |            |
| 2    |     |     |                       |                       |            |            |
| 3    |     |     |                       |                       |            |            |
| 4    |     |     |                       |                       |            |            |
| 5    |     |     |                       |                       |            |            |

Bramkarze
Dotyczy golkiperów, którzy rozegrali co najmniej połowę z 22 meczów rundy zasadniczej.
| Msc. | Skuteczność interwencji (%) | Skuteczność interwencji (%) | Średnia goli straconych na mecz | Średnia goli straconych na mecz | Liczba meczów bez straty gola | Liczba meczów bez straty gola |
| ---- | --------------------------- | --------------------------- | ------------------------------- | ------------------------------- | ----------------------------- | ----------------------------- |
| 1    |                             |                             |                                 |                                 |                               |                               |
| 2    |                             |                             |                                 |                                 |                               |                               |
| 3    |                             |                             |                                 |                                 |                               |                               |
| 4    |                             |                             |                                 |                                 |                               |                               |
| 5    |                             |                             |                                 |                                 |                               |                               |

## Faza play-off
W porównaniu do poprzednich edycji ligowych PHL wprowadzono zmiany w zakresie fazy play-off. Rywalizację ćwierćfinałową, półfinałową i finałową ustalono do czterech zwycięstw, zaś mecz o trzecie miejsce wyznaczono do dwóch wygranych spotkań.

### Rywalizacja o medale
|  | Ćwierćfinały | Ćwierćfinały       | Ćwierćfinały | Ćwierćfinały | Ćwierćfinały | Ćwierćfinały | Ćwierćfinały | Ćwierćfinały |  |  | Runda półfinałowa           | Runda półfinałowa           | Runda półfinałowa           | Runda półfinałowa           | Runda półfinałowa           | Runda półfinałowa           | Runda półfinałowa           |  |  |  | Runda finałowa            | Runda finałowa            | Runda finałowa            | Runda finałowa            | Runda finałowa            | Runda finałowa            | Runda finałowa            | Runda finałowa            | Runda finałowa            | Runda finałowa            |
|  |              |                    |              |              |              |              |              |              |  |  |                             |                             |                             |                             |                             |                             |                             |  |  |  |                           |                           |                           |                           |                           |                           |                           |                           |                           |                           |
|  | Nr           | Nazwa zespołu      | Stan         | M1           | M2           | M3           | M4           | M5           |  |  | Nr                          | Nazwa zespołu               | Stan                        | M1                          | M2                          | M3                          | M4                          |  |  |  | Nr                        | Nazwa zespołu             | Stan                      | M1                        | M2                        | M3                        | M4                        | M5                        | M6                        | M7                        |
|  |              |                    |              |              |              |              |              |              |  |  |                             |                             |                             |                             |                             |                             |                             |  |  |  |                           |                           |                           |                           |                           |                           |                           |                           |                           |                           |
|  |              |                    |              |              |              |              |              |              |  |  |                             |                             |                             |                             |                             |                             |                             |  |  |  |                           |                           |                           |                           |                           |                           |                           |                           |                           |                           |
|  | 1            | GKS Tychy          | 4            | 4            | 2            | 5            | 4            |              |  |  |                             |                             |                             |                             |                             |                             |                             |  |  |  |                           |                           |                           |                           |                           |                           |                           |                           |                           |                           |
|  | 8            | GKS Katowice       | 0            | 1            | 0            | 2            | 0            |              |  |  | Mecze 1. pary o miejsca 1-4 | Mecze 1. pary o miejsca 1-4 | Mecze 1. pary o miejsca 1-4 | Mecze 1. pary o miejsca 1-4 | Mecze 1. pary o miejsca 1-4 | Mecze 1. pary o miejsca 1-4 | Mecze 1. pary o miejsca 1-4 |  |  |  |                           |                           |                           |                           |                           |                           |                           |                           |                           |                           |
|  |              |                    |              |              |              |              |              |              |  |  | 1                           | GKS Tychy                   | 4                           | 3                           | 3                           | 3                           | 3                           |  |  |  |                           |                           |                           |                           |                           |                           |                           |                           |                           |                           |
|  |              |                    |              |              |              |              |              |              |  |  | 4                           | Polonia Bytom               | 0                           | 0                           | 2                           | 2                           | 1                           |  |  |  |                           |                           |                           |                           |                           |                           |                           |                           |                           |                           |
|  | 4            | Polonia Bytom      | 4            | 6            | 4            | 2            | 5            | 5            |  |  |                             |                             |                             |                             |                             |                             |                             |  |  |  |                           |                           |                           |                           |                           |                           |                           |                           |                           |                           |
|  | 5            | Orlik Opole        | 1            | 3            | 3            | 5            | 2            | 2            |  |  |                             |                             |                             |                             |                             |                             |                             |  |  |  | Rywalizacja o mistrzostwo | Rywalizacja o mistrzostwo | Rywalizacja o mistrzostwo | Rywalizacja o mistrzostwo | Rywalizacja o mistrzostwo | Rywalizacja o mistrzostwo | Rywalizacja o mistrzostwo | Rywalizacja o mistrzostwo | Rywalizacja o mistrzostwo | Rywalizacja o mistrzostwo |
|  |              |                    |              |              |              |              |              |              |  |  |                             |                             |                             |                             |                             |                             |                             |  |  |  | 1                         | GKS Tychy                 | 3                         | 3                         | 4                         | 4                         | 3                         | 2                         | 2                         | 1                         |
|  |              |                    |              |              |              |              |              |              |  |  |                             |                             |                             |                             |                             |                             |                             |  |  |  | 2                         | Cracovia                  | 4                         | 2                         | 2                         | 7                         | 1                         | 4                         | 4                         | 2                         |
|  | 2            | Cracovia           | 4            | 5            | 3            | 3            | 3            | 6            |  |  |                             |                             |                             |                             |                             |                             |                             |  |  |  |                           |                           |                           |                           |                           |                           |                           |                           |                           |                           |
|  | 7            | Unia Oświęcim      | 1            | 2            | 4            | 2            | 2            | 4            |  |  | Mecze 2. pary o miejsca 1-4 | Mecze 2. pary o miejsca 1-4 | Mecze 2. pary o miejsca 1-4 | Mecze 2. pary o miejsca 1-4 | Mecze 2. pary o miejsca 1-4 | Mecze 2. pary o miejsca 1-4 | Mecze 2. pary o miejsca 1-4 |  |  |  |                           |                           |                           |                           |                           |                           |                           |                           |                           |                           |
|  |              |                    |              |              |              |              |              |              |  |  | 2                           | Cracovia                    | 4                           | 7                           | 4                           | 2                           | 3                           |  |  |  |                           |                           |                           |                           |                           |                           |                           |                           |                           |                           |
|  |              |                    |              |              |              |              |              |              |  |  | 3                           | Podhale Nowy Targ           | 0                           | 3                           | 3                           | 1                           | 1                           |  |  |  | Rywalizacja o 3. miejsce  | Rywalizacja o 3. miejsce  | Rywalizacja o 3. miejsce  | Rywalizacja o 3. miejsce  | Rywalizacja o 3. miejsce  |                           |                           |                           |                           |                           |
|  | 3            | Podhale Nowy Targ  | 4            | 4            | 2            | 1            | 3            | 3            |  |  |                             |                             |                             |                             |                             |                             |                             |  |  |  | 3                         | Podhale Nowy Targ         | 0                         | 1                         | 0                         |                           |                           |                           |                           |                           |
|  | 6            | JKH GKS Jastrzębie | 1            | 2            | 1            | 3            | 2            | 2            |  |  |                             |                             |                             |                             |                             |                             |                             |  |  |  | 4                         | Polonia Bytom             | 2                         | 3                         | 1                         |                           |                           |                           |                           |                           |

Ćwierćfinały (21, 22, 25, 26, 27 lutego, 1 marca):
- GKS Tychy – KH Tauron GKS Katowice 4:0
  -  GKS Tychy – KH Tauron GKS Katowice 4:1 (0:0, 2:1, 2:0)
  - GKS Tychy – KH Tauron GKS Katowice 2:0 (1:0, 0:0, 1:0)
  - KH Tauron GKS Katowice – GKS Tychy 2:5 (0:2, 0:2, 2:1)
  - KH Tauron GKS Katowice – GKS Tychy 0:4 (0:0, 0:3, 0:1)
- MKS ComArch Cracovia – KS Unia Oświęcim 4:1
  - MKS ComArch Cracovia – KS Unia Oświęcim 5:2 (1:1, 3:0, 1:1)
  -  MKS ComArch Cracovia – KS Unia Oświęcim 3:4 d. (1:1, 2:0, 0:2, d. 0:1)
  - KS Unia Oświęcim – MKS ComArch Cracovia 2:3 k. (0:2, 2:0, 0:0, k. 0:2)
  - KS Unia Oświęcim – MKS ComArch Cracovia 2:3 d. (0:1, 2:0, 0:1, d. 0:1)
  - MKS ComArch Cracovia – KS Unia Oświęcim 6:4 (2:1, 2:2, 2:1)
- KH TatrySki Podhale Nowy Targ – JKH GKS Jastrzębie 4:1
  - KH TatrySki Podhale Nowy Targ – JKH GKS Jastrzębie 4:2 (1:1, 1:0, 2:1)
  - KH TatrySki Podhale Nowy Targ – JKH GKS Jastrzębie 2:1 (0:1, 0:0, 2:0)
  -  JKH GKS Jastrzębie – KH TatrySki Podhale Nowy Targ 3:1 (0:0, 1:1, 2:0)
  - JKH GKS Jastrzębie – KH TatrySki Podhale Nowy Targ 2:3 d. (0:2, 1:0, 1:0, d. 0:1)
  - KH TatrySki Podhale Nowy Targ – JKH GKS Jastrzębie 3:2 (1:0, 1:1, 1:1)
- TMH Tempish Polonia Bytom – PGE Orlik Opole 4:1
  - TMH Tempish Polonia Bytom – PGE Orlik Opole 6:3 (1:1, 3:1, 2:1)
  - TMH Tempish Polonia Bytom – PGE Orlik Opole 4:3 (1:1, 0:1, 3:1)
  - PGE Orlik Opole – TMH Tempish Polonia Bytom 5:2 (0:0, 2:1, 3:1)
  -  PGE Orlik Opole – TMH Tempish Polonia Bytom 2:5 (0:2, 0:1, 2:2)
  - TMH Tempish Polonia Bytom – PGE Orlik Opole 5:2 (2:0, 2:1, 1:1)

Półfinały (7, 8, 11, 12 marca):
- GKS Tychy – TMH Tempish Polonia Bytom 4:0
  -  GKS Tychy – TMH Tempish Polonia Bytom 3:0 (0:0, 1:0, 2:0)
  - GKS Tychy – TMH Tempish Polonia Bytom 3:2 (2:0, 0:0, 1:2)
  - TMH Tempish Polonia Bytom – GKS Tychy 2:3 d. (0:2, 1:0, 1:0, d. 0:1)
  -  TMH Tempish Polonia Bytom – GKS Tychy 1:3 (0:1, 1:1, 0:1)
- MKS ComArch Cracovia – KH TatrySki Podhale Nowy Targ 4:0
  - MKS ComArch Cracovia – KH TatrySki Podhale Nowy Targ 7:3 (5:2, 0:0, 2:1)
  -  MKS ComArch Cracovia – KH TatrySki Podhale Nowy Targ 4:3 (1:1, 1:1, 2:1)
  -  KH TatrySki Podhale Nowy Targ – MKS ComArch Cracovia 1:2 (0:1, 1:0, 0:1)
  - KH TatrySki Podhale Nowy Targ – MKS ComArch Cracovia 1:3 (0:1, 1:0, 0:2)

Rywalizacja o 3. miejsce (21, 24 marca):
- KH TatrySki Podhale Nowy Targ – TMH Tempish Polonia Bytom 0:2
  - KH TatrySki Podhale Nowy Targ – TMH Tempish Polonia Bytom 1:3 (0:1, 1:1, 0:1)
  - TMH Tempish Polonia Bytom – KH TatrySki Podhale Nowy Targ 1:0 (0:0, 0:0, 0:0, d. 1:0)

Finał (21, 22, 25, 26, 29, 31 marca, 2 kwietnia):
- GKS Tychy – MKS ComArch Cracovia 3:4
  -  GKS Tychy – MKS ComArch Cracovia 3:2 (0:2, 2:0, 1:0)
  -  GKS Tychy – MKS ComArch Cracovia 4:2 (1:2, 2:0, 1:0)
  -  MKS ComArch Cracovia – GKS Tychy 7:4 (3:1, 2:1, 2:2)
  -  MKS ComArch Cracovia – GKS Tychy 1:3 (1:2, 0:1, 0:0)
  -  GKS Tychy – MKS ComArch Cracovia 2:4 (0:2, 1:1, 1:1)
  -  MKS ComArch Cracovia – GKS Tychy 4:2 (0:1, 3:1, 1:0)
  -  GKS Tychy – MKS ComArch Cracovia 1:2 d. (0:1, 1:0, 0:0, d. 0:1)

## Faza play-out
Rywalizacja o utrzymanie w lidze (24, 26 lutego, 3, 5, 10, 12 marca)
- Nesta Mires Toruń – MH Automatyka Gdańsk 2:4
  - Nesta Mires Toruń – MH Automatyka Gdańsk 2:3 (0:2, 0:0, 2:1)
  - Nesta Mires Toruń – MH Automatyka Gdańsk 4:1 (3:1, 1:0, 0:0)
  - MH Automatyka Gdańsk – Nesta Mires Toruń 6:2 (3:0, 0:1, 3:1)
  - MH Automatyka Gdańsk – Nesta Mires Toruń 4:2 (1:1, 3:1, 0:0)
  - Nesta Mires Toruń – MH Automatyka Gdańsk 3:2 (1:0, 1:1, 1:1)
  - MH Automatyka Gdańsk – Nesta Mires Toruń 5:1 (1:0, 2:1, 2:0)

## Końcowa kolejność
| Lp. | Drużyna                       | Uwagi |
| --- | ----------------------------- | --- |
| 1.  | MKS ComArch Cracovia          | Obrońca tytułu. Zdobywca Superpucharu Polski edycji 2016. Kwalifikacja do Hokejowej Ligi Mistrzów edycji 2017/2018                     |
| 2.  | GKS Tychy                     | Zdobywca Pucharu Polski edycji 2016. Pierwsze miejsce w sezonie zasadniczym. Kwalifikacja do Pucharu Kontynentalnego edycji 2017/2018. |
| 3.  | TMH Tempish Polonia Bytom     | |
| 4.  | KH TatrySki Podhale Nowy Targ | |
| 5.  | PGE Orlik Opole               | |
| 6.  | JKH GKS Jastrzębie            | |
| 7.  | KS Unia Oświęcim              | |
| 8.  | Tauron KH GKS Katowice        | |
| 9.  | MH Automatyka Gdańsk          | |
| 10. | Nesta Mires Toruń             | Formalna degradacja do I ligi 2017/2018                                                                                                |
| 11. | SMS U20 Sosnowiec             | Miejsce drużyny SMS w rozgrywkach nie wpływa na jej status ligowy.                                                                     |